# 补中益气汤
补中益气汤，出自李东垣《脾胃论》。东垣立此方以补气升阳，甘温除热，主治气虚发热证，但后世多用于治疗①脾胃气虚证，症见食少倦怠，少气懒言，大便稀溏，舌淡苔白，脉弱。②气虚下陷证，症见脱肛，子宫脱垂，久泻，久痢，崩漏等，神疲乏力，食少便溏，头晕目眩，舌淡，脉虚。

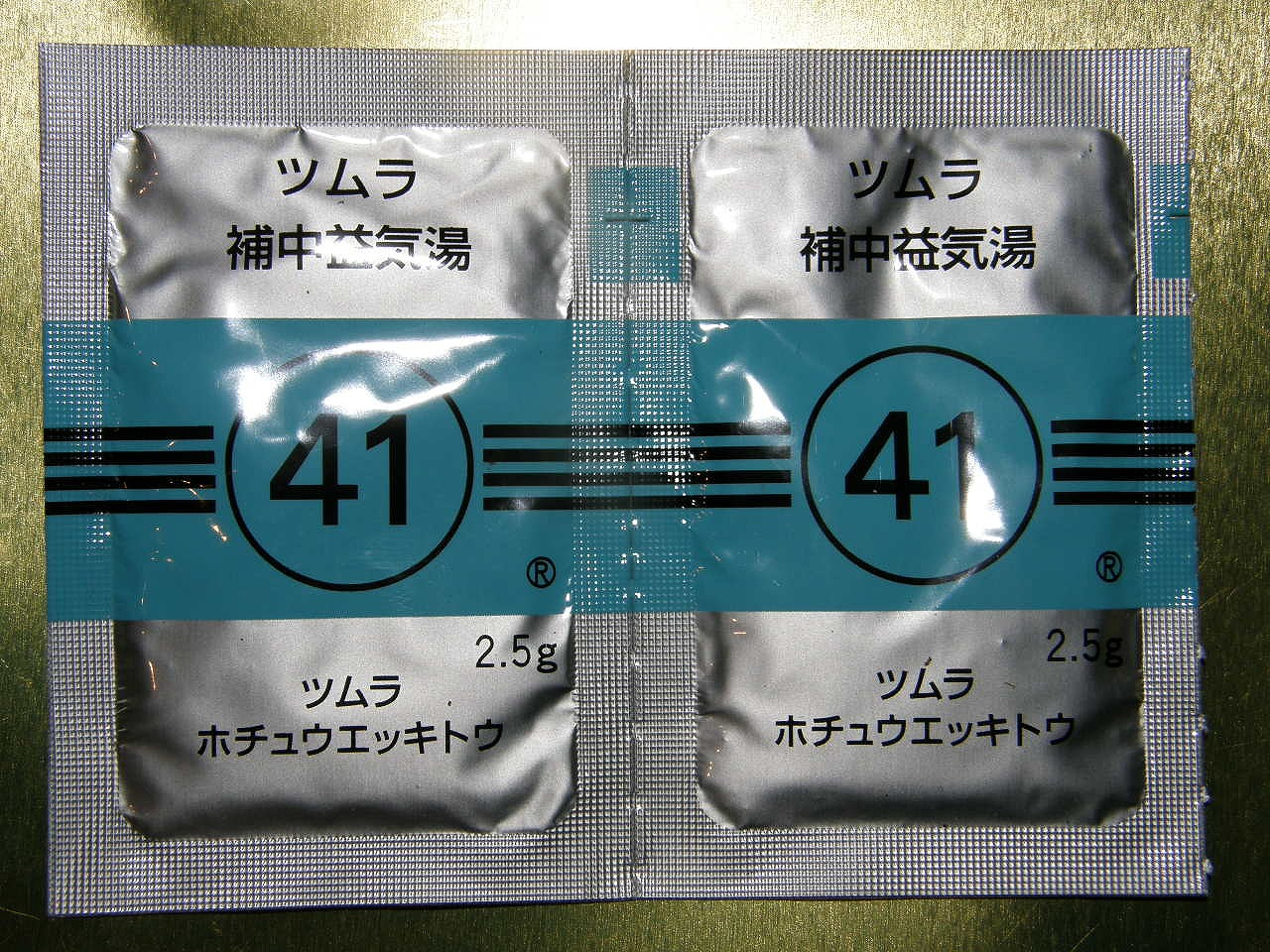
日本的鋁箔包補中益氣湯

## 中成药
现代技术将药剂浓缩成口服液。也有再进一步烘干成颗粒冲剂，也有再制成水丸或大蜜丸的版本。

### 腳註
1. ↑  方剂学，段富津主编，上海科学技术出版社，1995.6. ISBN 978-7-5323-3708-1

## 外部連結
- 補中益氣湯 （页面存档备份，存于） 中藥方劑圖像數據庫 (香港浸會大學中醫藥學院) （中文）（英文）